# Or de Toulouse

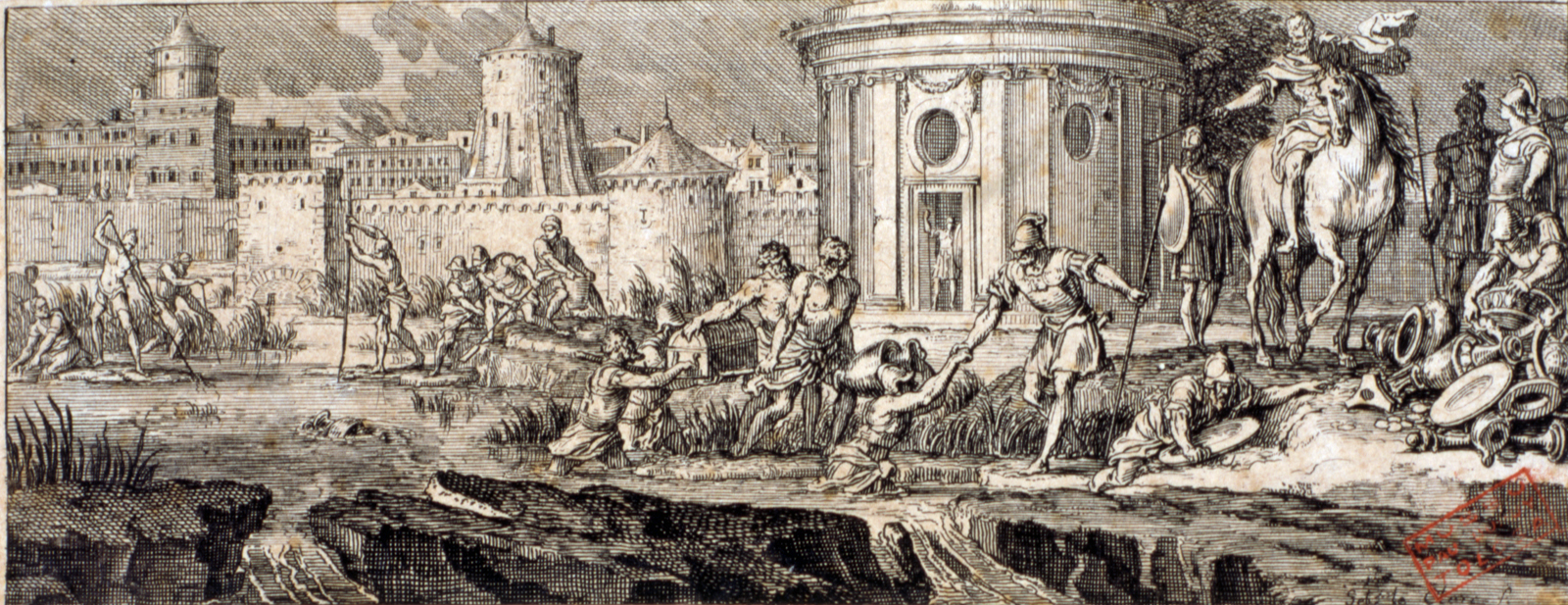
Cépion ravissant l'or de Toulouse, Sébastien Le Clerc d'après Jean-Pierre Rivalz.

L'Or de Toulouse (latin : aurum tolosanum) est un trésor antique constitué de lingots d'or et d'argent purs. Ce trésor proviendrait de l’hypothétique pillage du sanctuaire d’Apollon à Delphes, lors de la Grande Expédition celtique (279 av. J.-C.), puis aurait été pillé à son tour par l'armée romaine du consul Caepio venue réprimer la rébellion des Volques Tectosages (106 av. J.-C.) à Toulouse, pour finalement être volé lors de son convoiement vers Rome. Cet or est supposé maudit et porter malheur à qui s'en empare.
Par extension l'expression « or de Toulouse » renvoie au récit autour du trésor, rapporté par de nombreux auteurs anciens, mêlant faits historiques et légendaires. L'or de Toulouse constitue un des faits divers les plus connus de l'Antiquité.

## Légende
Ce trésor, conservé dans le sanctuaire d’Apollon à Delphes, aurait été pillé lors de la prise de la cité par les Gaulois de Brennos en 279 av. J.-C. Le chef, Brennos, aurait été blessé par l'intervention divine d'Apollon et serait mort peu après. Une partie des troupes celtes se serait enfuie en Anatolie où elle aurait fondé, avec d'autres peuples celtes, la Galatie. Une autre partie des troupes seraient retournées vers sa patrie d'origine. Parmi elles se trouvait le peuple des Volques Tectosages qui aurait emporté le trésor vers Toulouse, sa capitale.
C'est de cet or (environ 70 tonnes d'après les auteurs anciens), maudit à cause de sa provenance sacrilège, dont se serait emparé en 106 av. J.-C. le proconsul romain Quintus Servilius Cæpio, issu d'une très prestigieuse famille, lorsqu'il vient réprimer la rébellion de Toulouse. La capitale des Tectosages est alors intégrée à la province Narbonnaise mais met à profit l'invasion des Cimbres et des Teutons en Gaule pour se révolter contre les Romains. Le proconsul envoyé pour rétablir la domination de Rome le fait de façon violente et n'hésite pas à piller les sanctuaires gaulois de la ville, où le trésor est amassé au fond de lacs sacrés.
C'est donc un or doublement maudit car issu de deux pillages sacrilèges, que Cæpio s'apprête à convoyer vers Rome.
La caravane aurait alors été attaquée par des brigands entre Toulouse et Marseille et une partie du trésor aurait disparu. Cæpio fut accusé d'avoir inventé cette histoire afin de détourner l'or à son profit. Peu après, Cæpio fut aussi responsable de la défaite d'Arausio (105 av. J.-C.) où 80 000 soldats romains furent tués. Rome ne supporta pas ces deux échecs consécutifs et Cæpio, attaqué notamment par le tribun de la plèbe Caius Norbanus, fut expulsé du Sénat, déchu de sa citoyenneté romaine et condamné à payer une amende de 15 000 talents. Il mourut en exil à Smyrne.
Ce destin tragique et la disgrâce qui s'ensuivit marquèrent tellement les esprits qu'on les expliqua par une malédiction divine, liée à la vengeance d'Apollon. La légende selon laquelle « l'or sacré de Toulouse » porte malheur perdurera.

## Analyse historique

Les migrations des Volques Tectosages.

Dès l'Antiquité, cette légende est remise en cause par certains érudits, notamment par Poseidonios d'Apamée qui voyagea en Gaule et notamment à Toulouse quelques années après les faits. D'après lui, non seulement l'origine delphique de l'or est impossible, mais de plus une origine locale est plausible et facilement explicable. Son argumentation se repose sur ses connaissances historiques et géographiques ainsi que sur la rencontre de témoins lors de son voyage, et se développe en plusieurs points logiques. 
D'une part, le trésor de Toulouse était constitué de masses de métal brut (lingots), à la différence de celui de Delphes, composé d’objets travaillés comme le veut la tradition grecque (bijoux, monnaies…). 
D'autre part, à l’époque de l’invasion gauloise en 279 av. J.-C., le sanctuaire de Delphes se trouvait vide car il avait été pillé par les Phocidiens pendant la Troisième Guerre Sacrée en 356 av. J.-C..
Enfin, aucune source n'atteste d'un retour des Volques Tectosages vers la Gaule avec le trésor, alors que les sources de l'époque attestent d'une dispersion de l'armée celte vers l'Anatolie et la Thrace. Poseidonios suppose qu'un convoi traversant toute l'Europe avec une telle quantité d'or ne serait pas passé inaperçu.

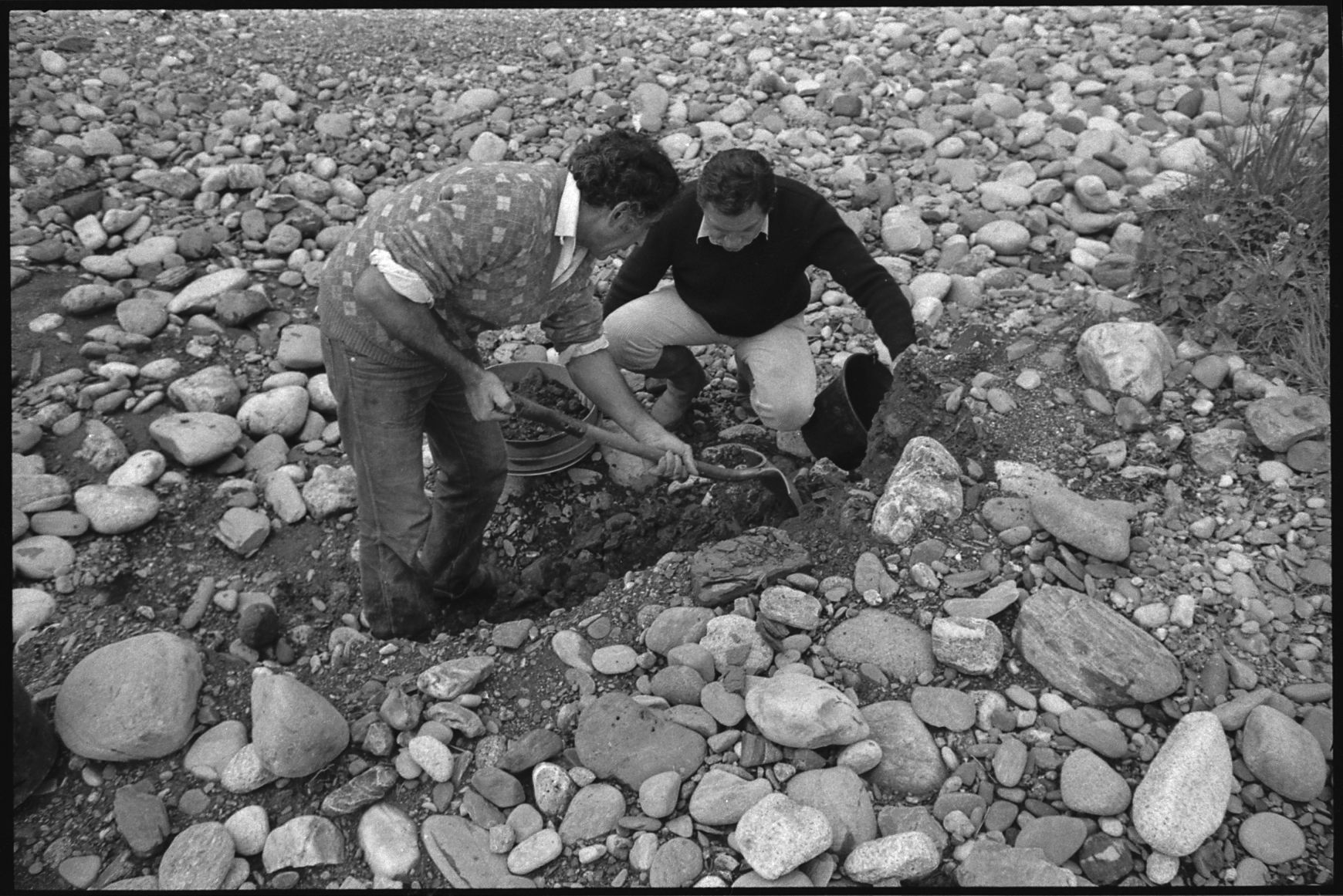
Orpaillage en Ariège (1982) tel qu'il était déjà pratiqué par les Gaulois.

Finalement, il explique qu'une origine locale est fort probable, d'une part parce que la nature du trésor (du métal brut) est compatible avec l'existence de nombreux gisements d'or et d'argent exploités sur le territoire des Volques (Cévennes et Pyrénées) et d'autre part, parce qu'il a lui-même constaté lors de son voyage la richesse des offrandes dans les sanctuaires gaulois. Strabon rapporte : « nombreux étaient ceux qui déposaient des offrandes, sans que personne osât y toucher ». Les Volques Tectosages étant l'un des peuples gaulois les plus puissants [réf. souhaitée], il est raisonnable de penser que les sanctuaires de leur capitale recelaient des richesses conséquentes.
Les déductions de Poseidonios sont étayées par les découvertes archéologiques et historiographiques récentes. Ainsi il n'existe aucun indice d'un retour vers la Gaule des Volques après l'attaque de Delphes. Au contraire ceux-ci sont partis s'installer en Galatie. De plus, on sait maintenant que les Volques se sont séparés en deux branches avant la Grande Expédition, à partir de leur terre originelle en Europe centrale : une branche partie vers l'est piller la Grèce, et une branche partie vers l'ouest, vers la Gaule, à la recherche de nouvelles terres. Si le peuple d'origine ne faisait effectivement qu'un, à partir de l'époque du pillage de Delphes, les Volques Tectosages de Grèce et de Galatie sont un groupe dont le destin est bien distinct de celui du groupe établi en Gaule. Cela était d'ailleurs probablement connu de Polybe, qui évoque une surpopulation des Celtes (Galates) suivi d'une guerre civile, une partie d'entre eux décidant alors de monter la Grande Expédition vers la Grèce, un voyage sans retour.
Les Volques, avant d'entrer dans l'orbite de Rome, étaient un des peuples gaulois les plus puissants [réf. souhaitée], et leur confédération couvrait une grande partie du sud de la Gaule, riche en gisements aurifères. Il est donc possible que l'or accumulé dans les sanctuaires toulousains constituait non seulement des offrandes aux dieux, mais également un trésor dans le sens d'une réserve de richesses disponible pour des dépenses exceptionnelles de la confédération (guerre, expédition). De plus, un endroit sacré, protégé des dieux, semble être le lieu idéal pour entreposer cet or en sécurité. 
L'or des Volques Tectosages a donc certainement une origine locale et non delphique. Les historiens estiment que la valeur totale du trésor pillé (constitué en fait d'or et d'argent sous forme de lingots) équivaudrait à 413 tonnes d'argent pur.

## Interprétation
L'interprétation directe de cette légende à l'aune d'aujourd'hui est : bien mal acquis ne profite jamais [style à revoir].
À l'époque romaine, cette idée était probablement aussi présente, mais le détournement d'argent au profit personnel ne fut pas le seul crime reproché à Cæpio. En effet, d'après certains historiens, il y avait bien plus grave aux yeux de ses contemporains : non seulement le consul avait couvert de honte Rome et ses légions avec la défaite cuisante d'Arausio (la pire déroute depuis Cannes 100 ans plus tôt), mais de plus, il avait privé d'une revanche attendue le monde civilisé (c'est-à-dire gréco-romain) sur le monde barbare (dans ce cas, celtique). En effet la Grande Expédition contre le monde hellénique et l'hypothétique pillage de Delphes, le sanctuaire le plus sacré et nombril du monde, fut vécu comme un traumatisme et une humiliation par les Grecs, dont la culture et la littérature ont profondément infusé le monde romain. Ainsi la récupération de l'or de Delphes par Cæpio pouvait être vue comme une revanche sur les Celtes et barbares, mais il ne sut pas le conserver,.
Cette histoire est restée vivante jusqu'à aujourd'hui dans la culture toulousaine comme le montre l'expression occitane « Es un cépiou ! » qui sert à qualifier une personne cupide ou malhonnête.